# Суперлига Кине у фудбалу
Суперлига Кине у фудбалу (кин: 中国足球协会超级联赛) професионална је фудбалска лига и први ранг такмичења Кинеског фудбала. Лига је основана 2004. године и од тада садржи 16 тимова.
Кинеска Супер Лига је једна од најпопуларнијих професионалних спортских лига како у Кини тако и у Свету с просечним бројем од 23,766 посетилаца по утакмици.

## Клубови у сезони 2018/19.
| Клуб                     | Име на кинеском | Најбољи пласман                                     | Капацитет | Стадион                                 |
| ------------------------ | --------------- | --------------------------------------------------- | --------- | --------------------------------------- |
| Бејијинг Ренхе           | 北京人和        | 3. (2004)                                           | 31.034    | Бејијинг Фенгтаји Стадион               |
| Бејијинг Шинобо Гуоан    | 北京中赫国安    | 1. (2009)                                           | 66.000    | Воркерс Стадион                         |
| Чхагчхун Јатаји          | 长春亚泰        | 1. (2007)                                           | 38.500    | Градски стадион Чхангчхун               |
| Далијан Јифанг           | 大连一方        | 5. (2012.2013)                                      | 61.000    | Далијан Спорт Центар                    |
| Гванжу Евергранде Таобао | 广州恒大淘宝    | 1. (2011, 2012, 2013, 2014, 2015, 2016, 2017, 2018) | 58.500    | Тијанхе Стадион                         |
| Гванжу РИФ               | 广州富力        | 3. (2014)                                           | 18.000    | Јуехиушхан Стадион                      |
| Гуизхоу Хенгфенг         | 贵州恒丰        | 8. (2017)                                           | 52.888    | Гуијанг Олимпијски Спорт Центар         |
| Хебеи ЦФФЦ               | 河北华夏幸福    | 4. (2017)                                           | 30.040    | Лангфанг Стадион                        |
| Хенан Јианје             | 河南建业        | 3. (2009)                                           | 29.800    | Зенгшоу Хангхаи Стадион                 |
| Јангцу Сунинг            | 江苏苏宁        | 2. (2012, 2016)                                     | 62.000    | Њањинг Олимпијски Спорт Центар          |
| Шхандонг Луенг Таишан    | 山东鲁能泰山    | 1. (2006, 2008, 2010)                               | 56.800    | Јиан Олимпијски Спортски Луненг Стадион |
| Шангаји Гренланд Шхенхуа | 上海绿地申花    | 2. (2005, 2006, 2007)                               | 33.000    | Хонгкоу Фудбалски Стадион               |
| Шангај СПИГ              | 上海上港        | 1. (2018)                                           | 56.800    | Шангај Стадион                          |
| Тијањин Куањијан         | 天津权健        | 3. (2017)                                           | 30.000    | Хаихе Едукативни Фудбалски Стадион      |
| Тијањин Теда             | 天津泰达        | 2. (2010)                                           | 54.700    | Тијањин Олимпијски Сентар Стадион       |